# ヨハネス・ヨセフ・デトレ
ヨハネス・ヨセフ・デトレ（Johannes Joseph Destrée、1827年3月27日 - 1888年3月17日）は、ベルギー生まれの画家である。生涯のほとんどをオランダで活動し、風景画を描いた。

## 略歴
ベルギー中部のラーケンで生まれた。デン・ハーグの美術学校(Haagsche Teeken-Academy)に入学し、バルトロメウス・ファン・ホーフェやアンドレアス・スヘルフハウトに学んだ。スヘルフハウトの影響を強く受けたスタイルの風景画を描いた。ハーグの絵画協会、「プルクリ・スタジオ」(Pulchri Studio)の会員になり 、生涯の大半をハーグで暮らした。ハーグ近郊やスヘフェニンゲンの海岸の風景を描き、ヘルダーラント州のオーステルベーク(Oosterbeek)の風景を描いた。オランダやフランスの展覧会やベルリンやドレスデン、ミュンヘン、ハンブルク、ウィーンの展覧会に作品を出展し、作品は特にドイツで人気があった。作品の中にドイツのベルリンやポツダムの風景を描いた作品もあるが、ドイツで実際に滞在して描いたという証拠はなく、資料を基に描いたのではないかとされている。

## 作品

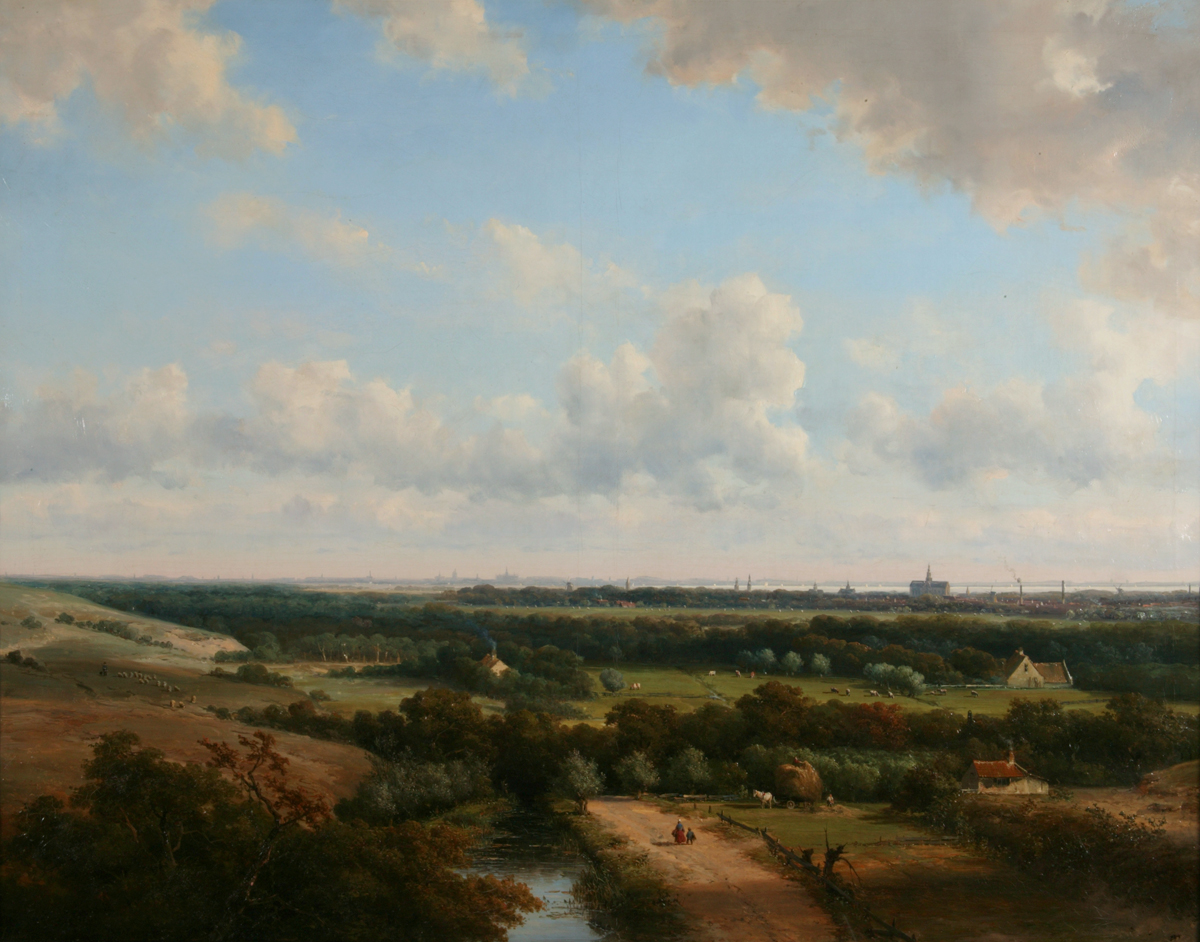
砂丘から見たハールレム (c.1874)
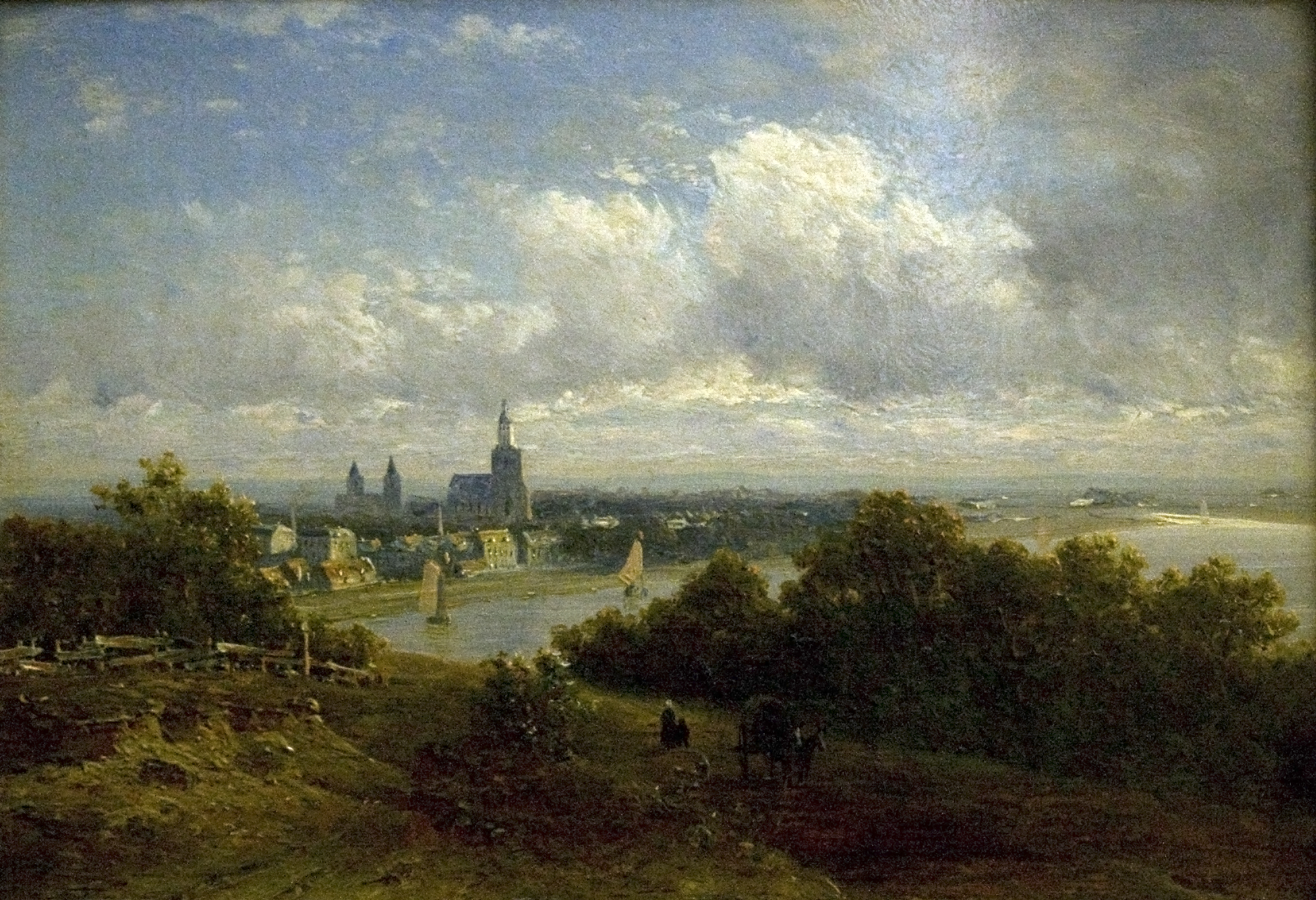
アルンヘムの風景(1852) Teylers Museum(ハールレム)
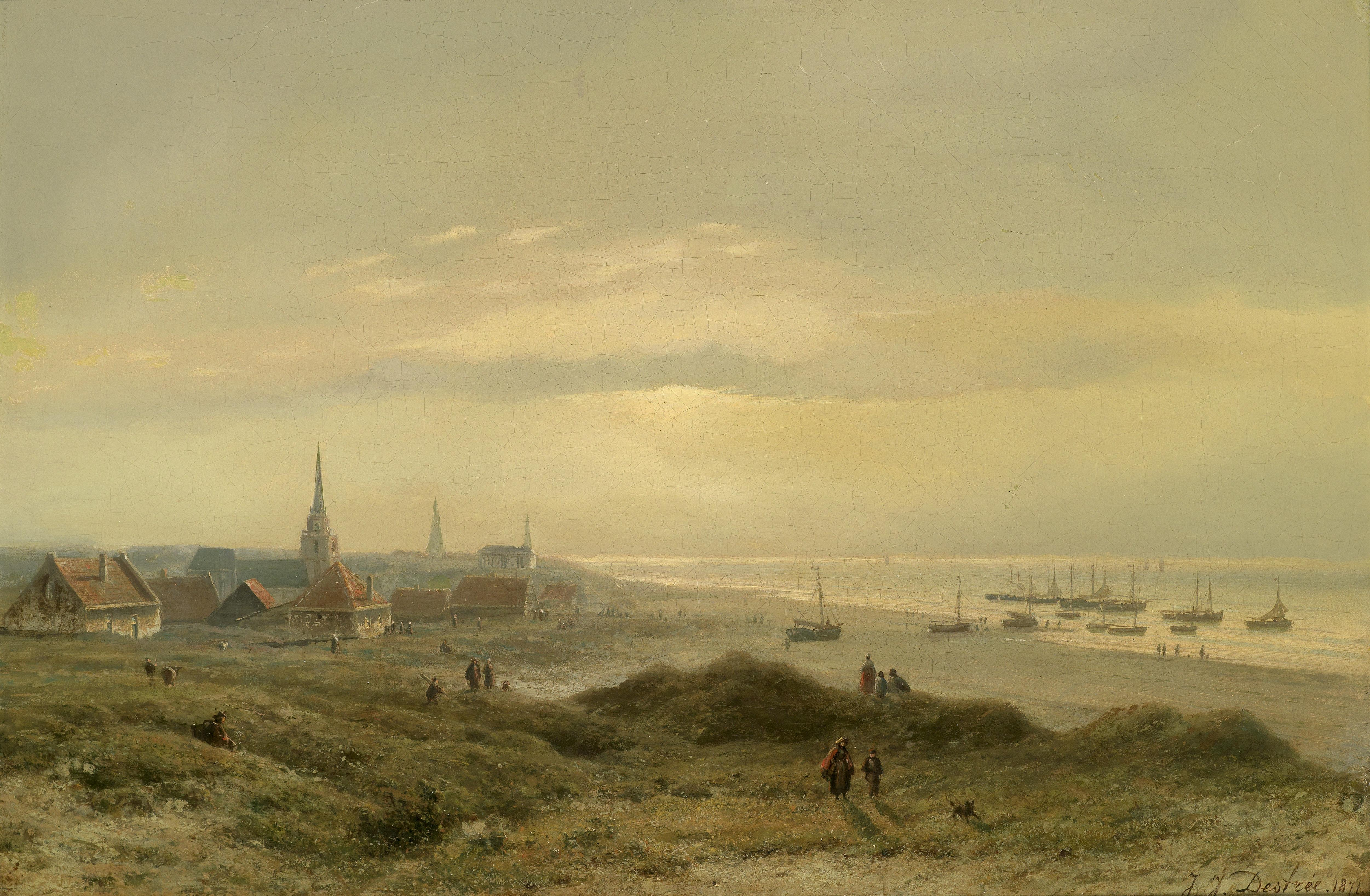
スヘフェニンゲンの海岸 (1871)